# (2659) Millis
(2659) Millis es un asteroide perteneciente al cinturón de asteroides, descubierto el 5 de mayo de 1981 por Edward Bowell desde la Estación Anderson Mesa (condado de Coconino, cerca de Flagstaff, Arizona, Estados Unidos).

## Designación y nombre
Designado provisionalmente como 1981 JX. Fue nombrado Millis en honor al astrónomo estadounidense Robert L. Millis.